# تیم ملی بسکتبال مردان جزایر تورکس و کایکوس
تیم ملی بسکتبال جزایر تورکس و کایکوس نماینده جزایر تورکس و کایکوس در مسابقات بین‌المللی است. 